# طلور
طلور، روستایی از توابع بخش سراب‌باغ شهرستان آبدانان در استان ایلام ایران است.

## جمعیت
این روستا در دهستان چم کبود قرار دارد و براساس سرشماری مرکز آمار ایران در سال ۱۳۸۵، جمعیت آن ۷۲ نفر (۱۱خانوار) بوده‌است.